# Emanuel Dítě mladší
Emanuel Dítě mladší (22. září 1862 Praha-Staré Město – 24. července 1944 Praha) byl český malíř figuralista, portrétista a pedagog Uměleckoprůmyslové školy v Praze.

## Život
Narodil se 22. září 1862 v Praze na Starém Městě jako mladší syn významného pražského fotografa a malíře Emanuela Dítěte a Marie, rozené Myslivečkové. Jeho strýcem byl malíř J. V. Mysliveček. Po absolvování základního vzdělání studoval v letech 1880–1882 na pražské malířské akademii u profesorů Antonína Lhoty a Františka Čermáka. Během studia získal „Olivovo“ stipendium a odcestoval s přítelem Luďkem Marodem do Mnichova. V letech 1882–1885 pokračoval ve studiu na Akademii v Mnichově u profesorů Nikolase Gysise a Otto Seitze a v Pinakotéce studoval obrazy starých nizozemských mistrů. V letech 1886–1889 tam měl vlastní ateliér v kompoziční škole A. Liezena-Mayera. Z Mnichova odešel v roce 1889 na „Klarovo“ stipendium do Říma, kde pobýval ro roku 1891 s výjezdy do Toskánska, studoval hlavně obrazy starých italských mistrů, zdokonaloval se v kompozici a malbě.
V roce 1892 se vrátil do Prahy a věnoval se převážně malbě oltářních obrazů pro pražské i venkovské kostely. Pro křížovnický kostel v Praze namaloval tři obrazy, mj. Svatá Kateřina Sienská“, pro pražský kostel sv. Jiljí také tři.
V letech 1903–1925 působil jako profesor na Uměleckoprůmyslové škole v Praze, kde vedl ateliér figurální kresby a malby. Mezi jeho žáky patřili např. Vojtěch Hynek Popelka, Jan Čejka, Jan Bauch, Vincenc Beneš, Jan Zrzavý, Toyen, František Fišer, Alois Metelák a mnoho dalších.
Byl členem Jednoty umělců výtvarných, se kterou pravidelně vystavoval.
Emanuel Dítě mladší zemřel 24. července 1944 v Praze a byl pohřben na Olšanských hřbitovech.

## Dílo (výběr)
- Stavba Hladové zdi v Praze za krále Karla IV., (Řím 1891), obraz vystaven na Zemské jubilejní výstavě v Praze
- Oltářní obraz Svatý Jan Nepomucký poděluje chudé almužnou, kostel sv. Jana Nepomuckého, Kutná Hora; skica v Moravské galerii v Brně[5]
- Oltářní obraz Madona Královna máje, kaple Olivova sirotčince, Říčany u Prahy
- Oltářní obraz sv. Prokopa, kostel sv. Pavla, Ostrava-Vítkovice
- Dva oltářní obrazy: sv. Petra a Pavla, sv. Matěje, Kostel svatého Petra a Pavla (Unhošť) (1892)
- Obraz Kázání sv. Vincence Ferrarského, Východočeská galerie Hradec Králové ‎
- Oltářní obraz sv. Vincence Ferrarského Kostel svatého Jiljí (Praha) ‎
- Oltářní obraz Pieta, Kostel svatého Jiljí (Praha) ‎
- Oltářní obraz sv. Kateřiny Sienské, Kostel svatého Jiljí (Praha) ‎
- Sen, (1894), na prodejní výstavě v pražském Rudolfinu[6]
- Portrét malíře Viktora Olivy
- Svatí Tři králové (1895), křížovnický kostel sv. Františka , Praha
- Sv. Anežka ošetřuje nemocného (1895), konvent kláštera křižovníků s červenou hvězdou, Praha
- Pieta (1898)[7]
- Hlavní oltářní obraz Nejsvětější Trojice (1896), Klášterní kostel Nejsv. Trojice ve Slaném
- Oltářní obraz Srdce Ježíšovo, kostel svatého Jilji, Praha‎
- Oltářní obraz sv. Jana Nepomuckého na oltáři českých patronů v presbytáři, po roce 1900, Kostel svatého Ignáce z Loyoly (Praha)‎
- Velehradské palladium, volná replika obrazu Panny Marie Sněžné z kostela Santa Maria Maggiore v Římě, nazývaná také Matka Unie, aby symbolizovala jednotu křesťanů od byzantské cyrilometodějské tradice po současné církve v Československu, (1936)[8] [9]
- Portrét starého muže [10]

## Galerie

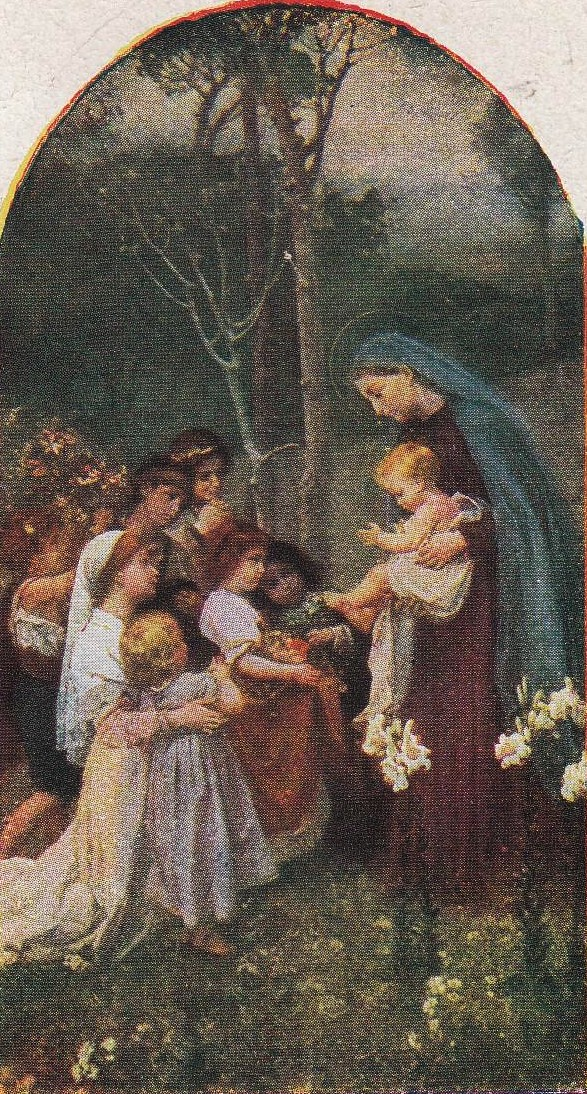
Madona s Ježíškem obklopená dětmi
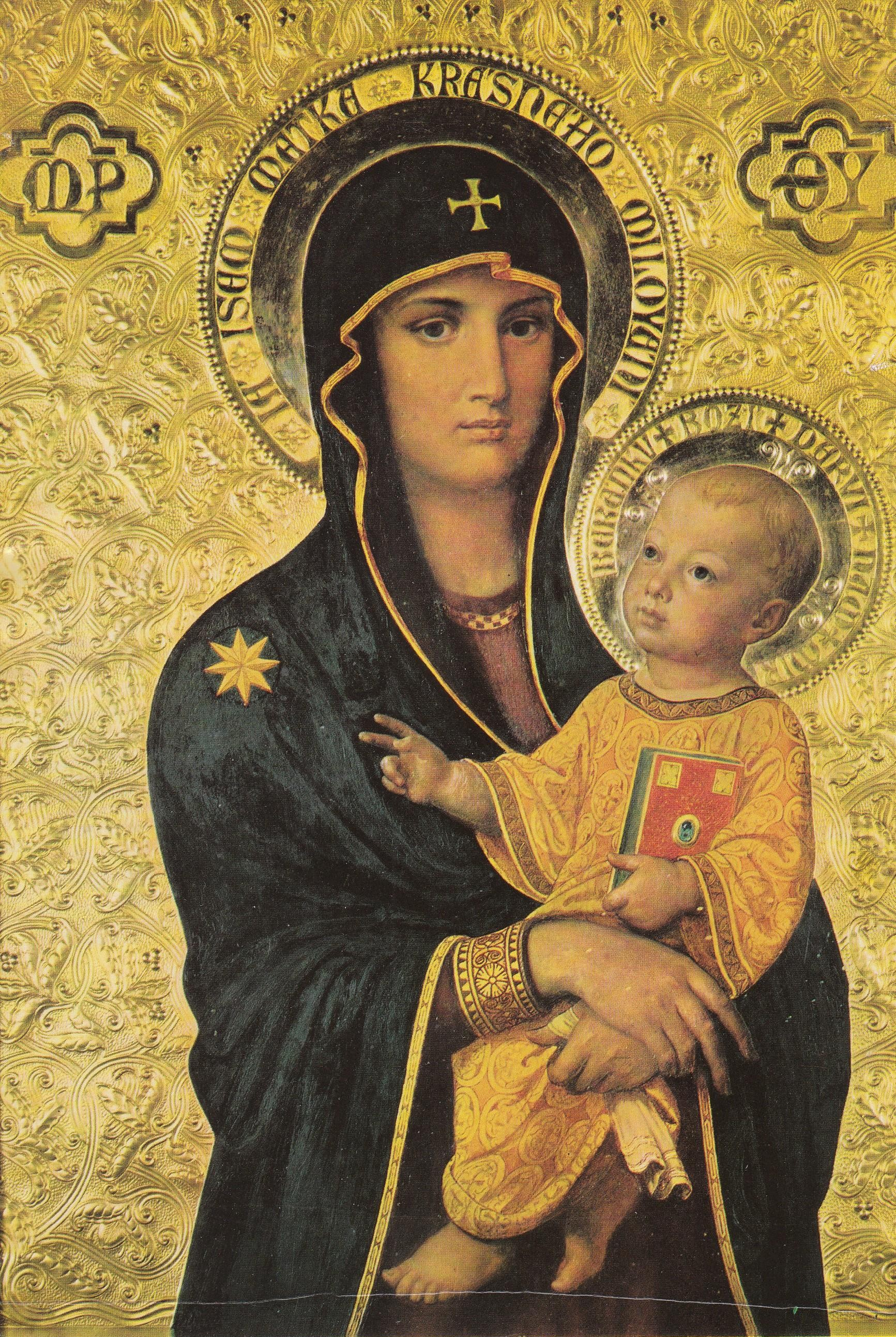
Velehradské palladium- Matka Unie
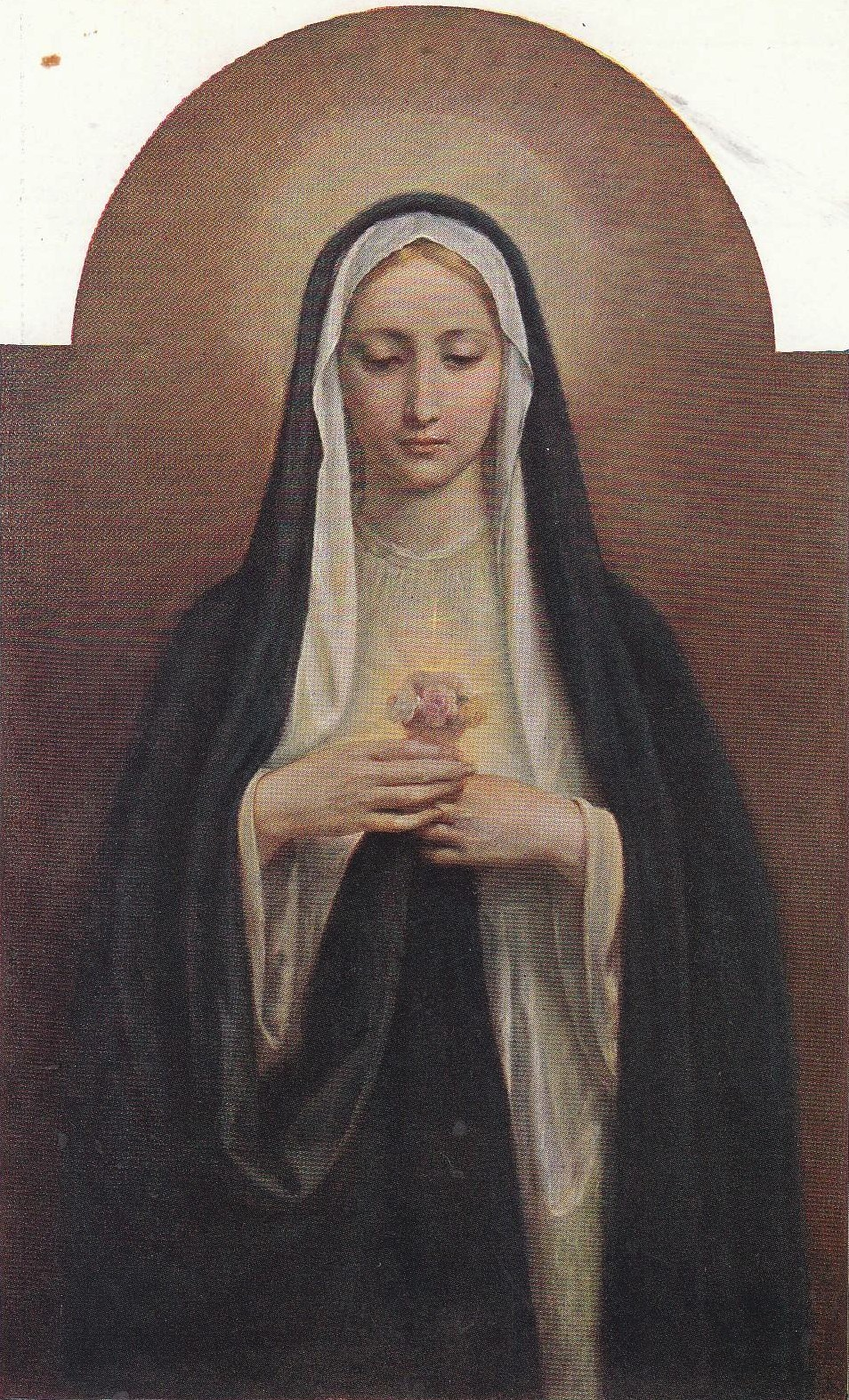
Srdce Panny Marie
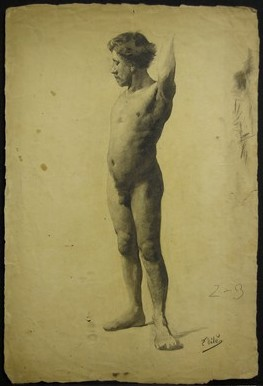
Stojící mužský akt, studie
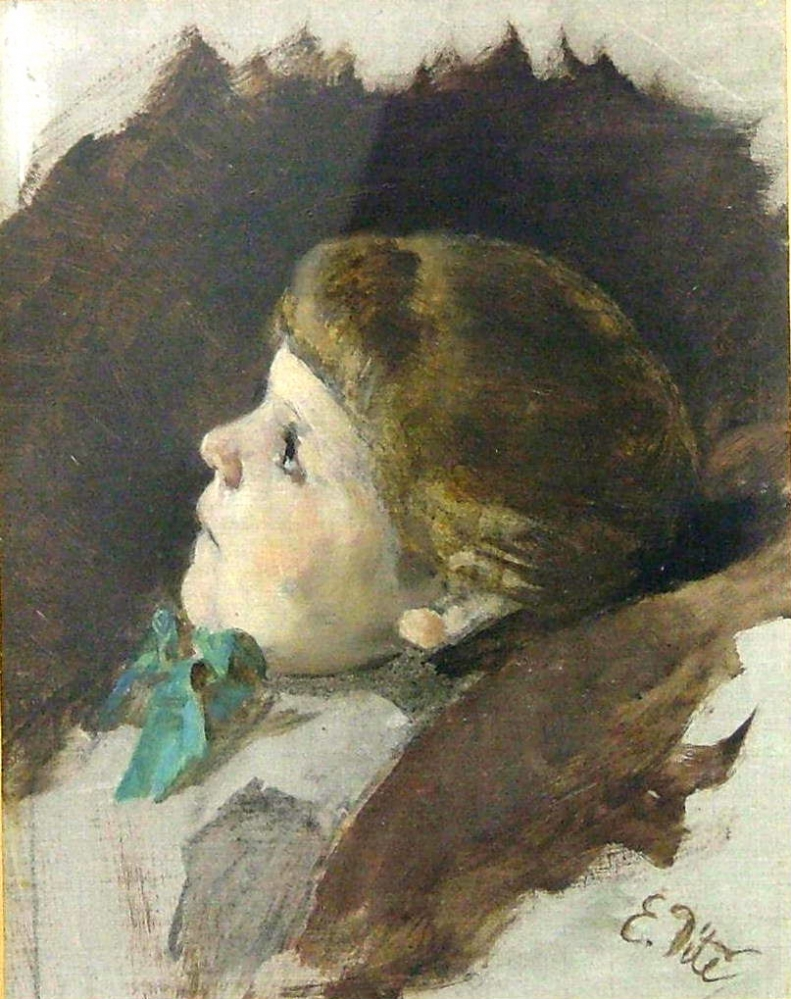
Děvče s modrou mašlí
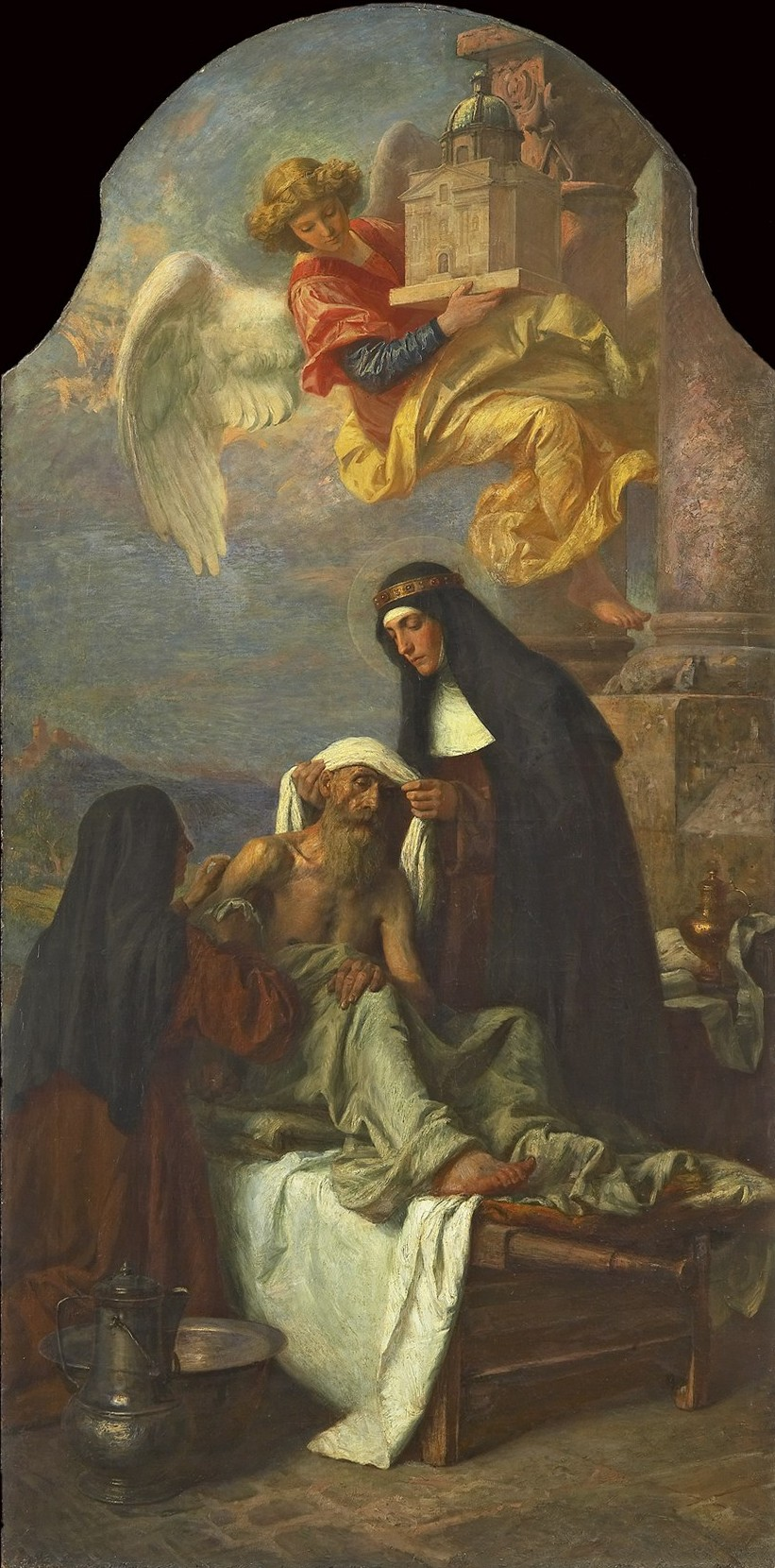
Sv. Anežka ošetřuje nemocného (1895)